# Cepăria, Rîșcani
Cepăria este un sat din cadrul comunei Șumna din raionul Rîșcani, Republica Moldova.

## Demografie

### Structura etnică
Structura etnică a satului conform recensământului populației din 2004:
| Grup etnic         | Populație | % Procentaj |
| ------------------ | --------- | ----------- |
| Ucraineni          | 216       | 83,72%      |
| Moldoveni / Români | 29        | 11,24%      |
| Ruși               | 11        | 4,26%       |
| Găgăuzi            | 1         | 0,39%       |
| Alții              | 1         | 0,39%       |
| Total              | 258       | 100%        |